# Adolf VI. (Berg)

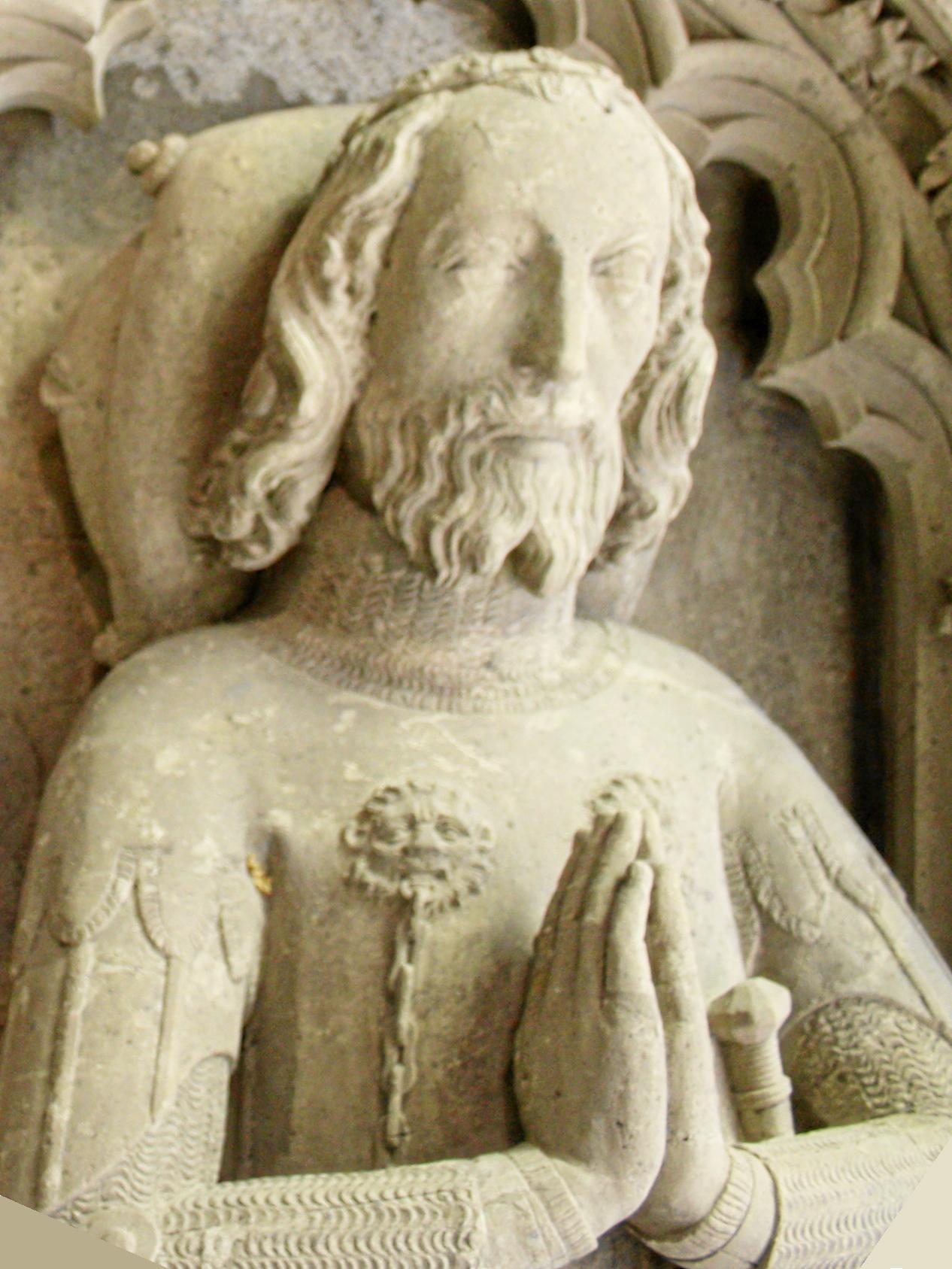
Grabmal Adolfs VI. im Altenberger Dom

Adolf VI. von Berg († 3. April 1348), auch der Ehrwürdige genannt, war ein Graf von Berg und regierte von 1308 bis 1348.
Adolf war der Neffe seiner beiden Vorgänger Adolf V. von Berg (reg. 1259–1296) und Wilhelm I. von Berg (reg. 1296–1308). Sein Vater war deren Bruder Heinrich von Windeck. Durch Adolfs Heirat mit Agnes von Kleve im Jahr 1312 fiel ihm das von seiner Frau als Aussteuer mit in die Ehe gebrachte Duisburg mit dem zugehörigen Rheinzoll zu.
Unter seiner Regentschaft waren viele Überschwemmungen, Missernten und Pestepidemien zu beklagen. Außerdem litt die Bevölkerung unter dem Krieg zwischen Friedrich von Österreich und Ludwig dem Bayern. Adolf VI. stellte sich bei der Königswahl 1314 auf die Seite von Ludwig, der ihm auch die Reichspfandschaft Duisburg bestätigte.
Adolf wurde auch dadurch bekannt, dass er vielen Orten Stadtrechte verlieh, so 1322, als er Mülheim am Rhein die Rechte einer Freiheit verlieh. Viele Orte im Bergischen Land berufen sich außerdem in ersten urkundlichen Erwähnungen auf Verträge oder Dokumente, die von Adolf unterzeichnet wurden. Für seine Städtegründungen musste Adolf im Gegenzug den Kölner Bürgern vertraglich zusichern, Deutz nicht zu befestigen oder es als Aufmarschgebiet gegen Köln zu nutzen.
1327 bis 1328 begleitete er König Ludwig IV. auf seinem Italienzug nach Rom, wo dieser von Gegenpapst Nikolaus V. zum Kaiser gekrönt wurde. Als Belohnung erhielt Adolf das außerordentliche Privileg, Silbergeld (Groschen) prägen zu dürfen. Er tat das in seiner Münzstätte in Wipperfürth.
Adolf starb 1348 und wurde in der Klosterkirche der Abtei Altenberg beigesetzt. Da er kinderlos blieb, regelte er die Erbfolge früh, indem er seiner ältesten Schwester Margaretha, die mit dem Grafen Otto IV. von Ravensberg verheiratet war, und ihren rechtmäßigen Erben die Herrschaftsfolge in der Grafschaft Berg am 16. August 1320 zusicherte. So fiel diese mit seinem Tod an seine Nichte Margarete, Gräfin von Ravensberg und Gemahlin Gerhards, Sohn des Grafen Wilhelm VI. von Jülich. Damit erlosch der Mannesstamm der bergisch-limburgischen Grafen.